# Lecture
Pour les articles homonymes, voir Lecture (homonymie).

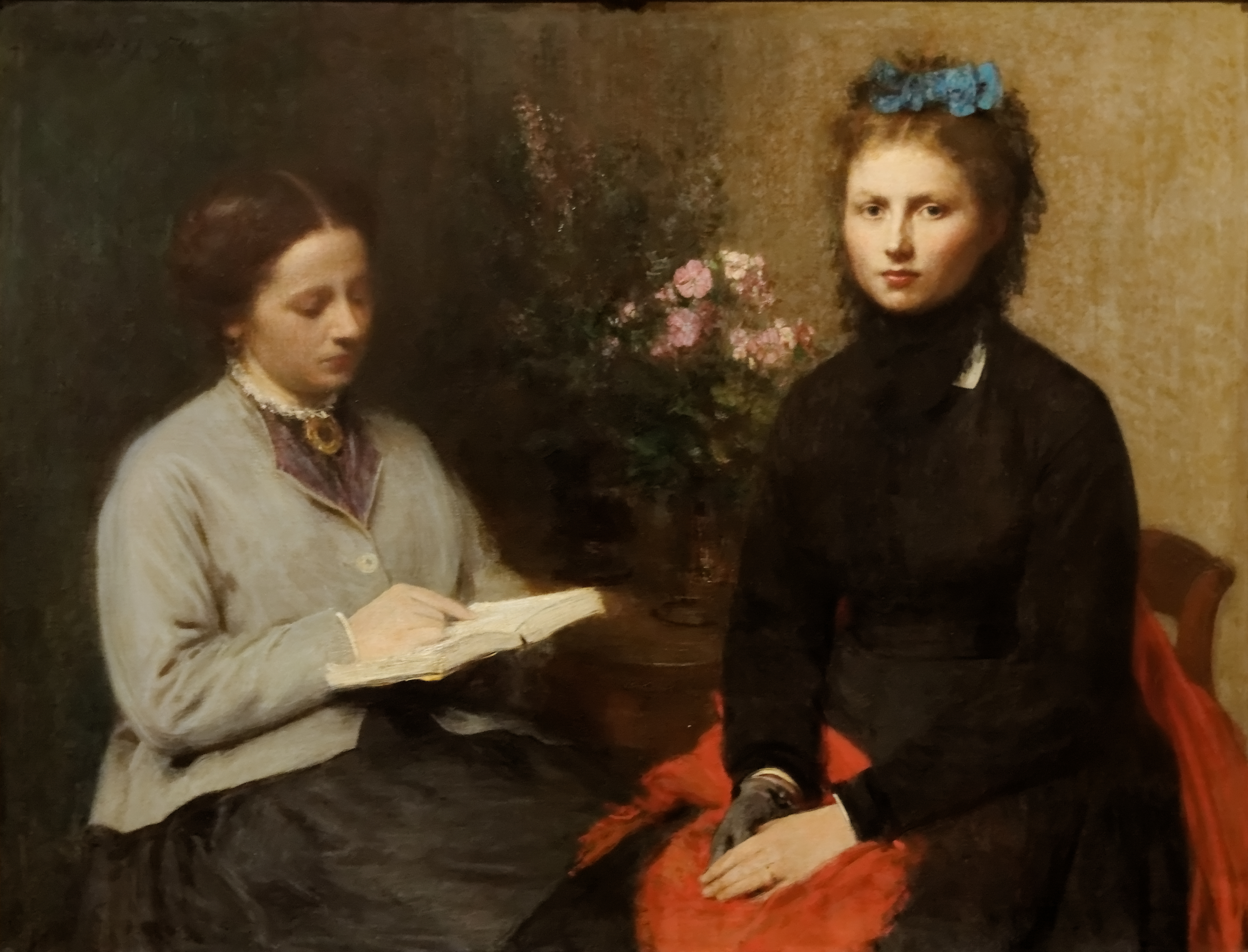
La lecture, Henri Fantin-Latour (1870)

La lecture peut être définie comme une activité psychosensorielle qui vise à donner un sens à des signes graphiques recueillis par la vision et qui implique à la fois des traitements perceptifs et cognitifs.

## Histoire de la lecture
L'histoire de la lecture remonte à l'invention de l'écriture au cours du IVe millénaire avant notre ère. Bien que la lecture de textes imprimés soit aujourd'hui un moyen important d'accès à l'information pour la population en général, cela n'a pas toujours été le cas. À quelques exceptions près, seul un faible pourcentage de la population de nombreux pays était considéré comme alphabétisé avant la révolution industrielle. Parmi les sociétés prémodernes ayant un taux d'alphabétisation généralement élevé, on trouve l'Athènes classique et le califat islamique.
Les érudits supposent que la lecture à haute voix (clare legere en latin) était la pratique la plus courante dans l'Antiquité, et que la lecture en silence (legere tacite ou legere sibi en latin) était inhabituelle. Dans Les Confessions qu'il rédige au IVe siècle, Augustin d'Hippone remarque l'habitude inhabituelle d'Ambroise de Milan de lire en silence,.
Au siècle des Lumières, les élites ont encouragé la lecture passive plutôt que l'interprétation créative. La lecture n'a pas de lois concrètes, mais elle permet aux lecteurs de s'évader pour produire leurs propres produits de manière introspective, en favorisant une exploration profonde des textes pendant l'interprétation. Certains penseurs de cette époque croyaient que la construction (c'est-à-dire la création de l'écriture et la production d'un produit) était un signe d'initiative et de participation active à la société; ils considéraient, en contrepartie, la consommation (c'est-à-dire la lecture) comme une simple absorption de ce que les constructeurs fabriquaient. On considérait les lecteurs de cette époque comme des citoyens passifs, parce qu'ils ne fabriquaient pas de produit. L'historien français Michel de Certeau a fait valoir que les élites du siècle des Lumières étaient responsables de cette croyance générale. Pour Michel de Certeau, la lecture exigeait de s'aventurer dans le pays de l'auteur, mais de lui enlever ce que le lecteur voulait précisément. Cette opinion soutenait que l'écriture était un art supérieur à la lecture dans les contraintes hiérarchiques de l'époque.
Dans l'Europe du XVIIIe siècle, la pratique alors nouvelle de la lecture seule au lit a été, pendant un temps, considérée comme dangereuse et immorale. La lecture devenant moins une pratique orale commune et plus une pratique privée et silencieuse, et le sommeil se déplaçant de plus en plus des zones communes vers les chambres individuelles, certains se sont inquiétés du fait que la lecture au lit présentait divers dangers, tels que les incendies provoqués par les bougies de chevet. Certains critiques modernes, cependant, spéculent sur le fait que ces préoccupations étaient fondées sur la crainte que les lecteurs —et en particulier les femmes— puissent échapper à leurs obligations familiales et communautaires et transgresser les limites morales à travers les mondes fantastiques privés des livres.

## Acquisition

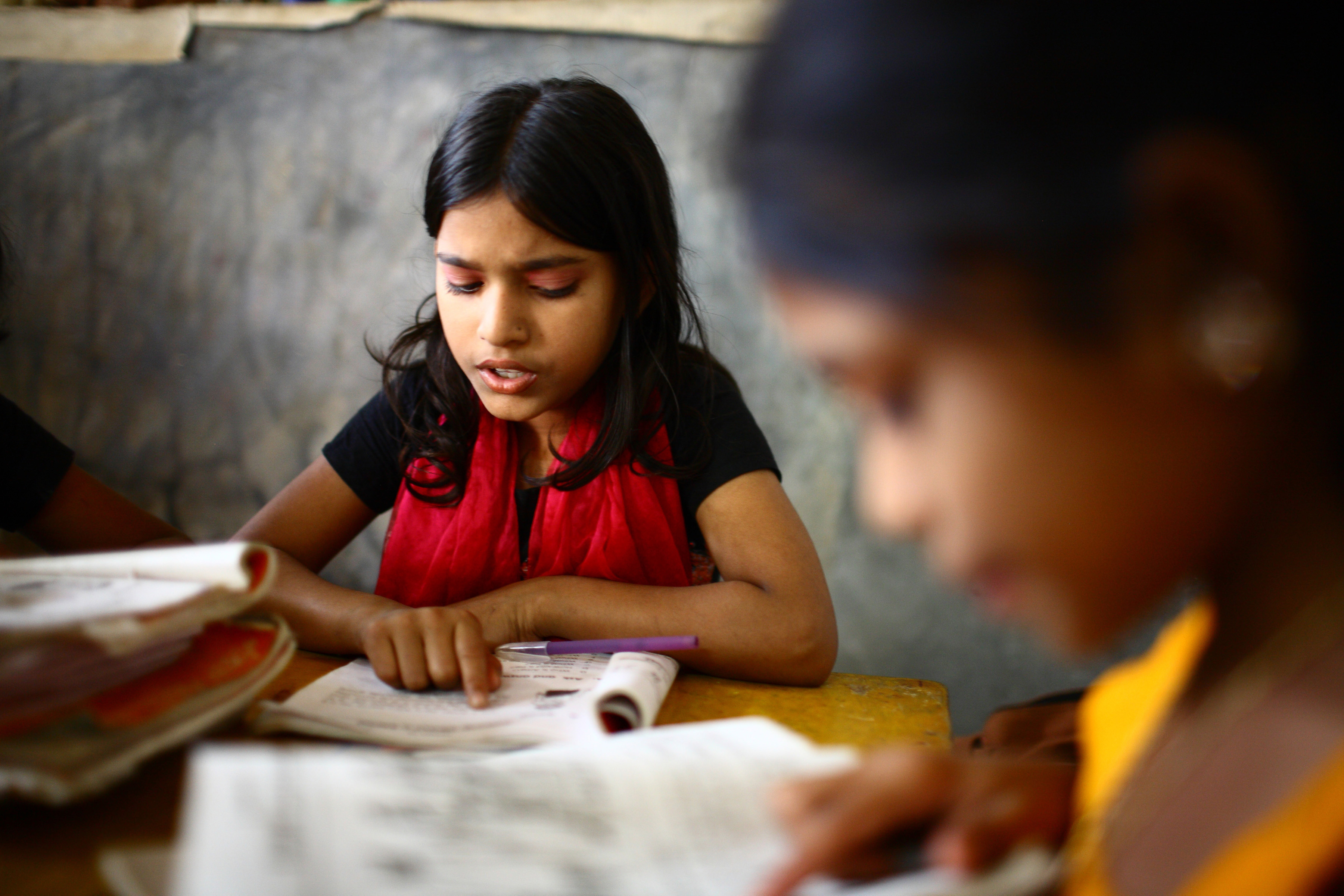
Jeunes filles de dix et douze ans dans une école de Mirmur-Dhaka, Bangladesh.

La première étape dans l'acquisition de la lecture est dite logographique ou préalphabétique. Durant cette période, l'enfant âgé de cinq ans ou moins ne sait pas encore lire mais réussit tout de même à identifier certains mots en se basant sur des indices visuels tels que l'environnement et la forme graphique du mot. Il peut, par exemple, reconnaître son prénom ou réussir à deviner qu'une suite de caractères imprimée sur l'emballage d'un produit qu'il connaît bien correspond au nom du produit en question. Ces premiers mots traités comme des images vont permettre à l'enfant de créer des connexions mentales entre les représentations orthographiques et sémantiques des mots fréquemment rencontrés,.
La deuxième étape consiste dans l'apprentissage du code alphabétique, c'est-à-dire des correspondances entre une ou plusieurs lettres (graphèmes) et un ou plusieurs phonèmes (ex. la lettre « x » en français produit le son /ks/). Lors de cette phase, l'enfant ne traite plus les mots écrits comme des images, mais bien comme des suites de lettres qu'il décode d'abord individuellement, puis en groupe de plus en plus grand, passant de la lecture par syllabe à la lecture par mots. Le processus de lecture à cette étape se déroule de telle sorte que la perception visuelle d'un mot active la représentation orthographique de ce même mot, laquelle active à son tour la représentation phonologique qui, finalement, active elle-même la représentation sémantique. Comme la signification du mot est obtenue à partir de sa prononciation, on parle d'un phénomène de « médiation phonologique ».
La dernière étape est la phase alphabétique consolidée ou phase orthographique. Durant cette période, une nouvelle procédure de lecture plus rapide et moins coûteuse cognitivement se développe chez l'enfant, lui donnant ainsi la possibilité de lire un mot sans passer par sa forme phonologique. L’enfant apprend ainsi à reconnaître un mot en se servant uniquement de sa forme orthographique, une capacité indispensable pour pouvoir lire les mots irréguliers du point de vue de la correspondance orthographique-phonologique (ex. le mot « chlore » en français se dit /klɔʀ/ et non /ʃlɔʀ/).
En lecture à voix haute, un lecteur devient « expert » lorsque ces trois processus de lecture sont automatisés, c'est-à-dire lorsque l'identification d'un mot écrit entraîne immédiatement la récupération de sa prononciation et de sa signification avec des efforts de décodage très réduit.
En lecture personnelle silencieuse, un lecteur devient « expert » lorsque ces trois processus de lecture sont automatisés, identifiant la signification sans que l'esprit se soucie de la phonétisation qui le ralentirait (libéré de la prononciation). Petit à petit, le lecteur perfectionne sa vitesse de lecture si la simple image des mots donne en direct l'accès au sens.

## Efficacité
L’efficacité de la lecture dépend de deux voies de traitement de l'information, qui coexistent et se complètent mutuellement : l’identification des signes ou mots écrits et l’accès au son de ces éléments. Si l’un des deux mécanismes est déficient, un trouble de la lecture s’ensuivra : « certains patients atteints d’une lésion cérébrale nommée dyslexie profonde ou dyslexie phonologique ont leur voie de conversion des lettres en sons sévèrement détériorée et ne parviennent plus à prononcer les mots rares, les néologismes et les mots inventés. D’autres patients atteints d’une dyslexie de surface doivent prononcer les mots pour les comprendre. » D'autres troubles sont possibles : alexie, hyperlexie, troubles de la compréhension, etc.

## Aire cérébrale dédiée à la reconnaissance des mots?
La lecture pose un paradoxe sur le plan de la neurobiologie. Alors que l'écriture n'existe que depuis quelques milliers d'années, un délai trop court pour permettre une évolution significative des aires cérébrales qui existent depuis des millions d'années, le cerveau humain semble malgré tout être remarquablement bien adapté à la tâche de reconnaissance de mots, l'humain étant notamment capable de reconnaître un mot quelles que soient la police de caractères et la casse utilisées (majuscule ou minuscule). La question est alors : comment expliquer notre capacité à lire si aucune aire cérébrale n'a de toute évidence eu le temps d'évoluer pour se dédier entièrement à cette tâche ?

La théorie du recyclage neuronal permet d'expliquer ce phénomène : 

« Chez tous les individus, dans toutes les cultures du monde, les mêmes régions cérébrales interviennent dans la lecture, et les mêmes contraintes caractérisent les systèmes d'écriture. Selon l'hypothèse du recyclage neuronal, les inventions culturelles telles que la lecture reposent sur des mécanismes cérébraux anciens, qui ont évolué pour un autre usage, mais qui disposent d’une marge suffisante de plasticité pour parvenir à se recycler ou se reconvertir à ce nouvel usage. »

 Cette théorie suppose qu'un réseau de neurones à la base impliqué dans la reconnaissance visuelle générale serait sollicité durant la lecture et se spécialiserait graduellement dans la reconnaissance des lettres au cours de l'apprentissage. Ce réseau de neurones situé au niveau de la voie ventrale occipito-temporale gauche, également surnommé aire de la forme visuelle des mots, s'active par défaut lors de la reconnaissance de visages, d'objets et de formes géométriques. Or, avec l'apprentissage de la lecture, l'activation de l'aire de la forme visuelle des mots dans ce genre de tâches tend à diminuer, alors même qu'elle tend à augmenter durant la lecture. En d'autres mots, mieux on sait lire, mieux l'aire de la forme visuelle des mots répond durant la lecture, mais moins elle répond durant les autres tâches, ce qui témoigne d'une compétition entre la fonction préprogrammée de cette portion du cortex (la reconnaissance visuelle en général) et la nouvelle fonction qu'on tente de lui inculquer ; c’est-à-dire la lecture. Cette aire, au départ sensible aux combinaisons élémentaires de traits visuels présentés à la fovéa, apprendrait ainsi peu à peu à extraire une représentation visuelle stable des mots, laquelle serait responsable de notre capacité à reconnaître les mots malgré les variations de forme. L’aire de la forme visuelle des mots stockerait également toutes les informations concernant l’importance de l’ordre des lettres dans un mot, les combinaisons de lettres possibles et impossibles dans notre langue ainsi que leur fréquence. Une atteinte à cette région à la suite d'une lésion rend d’ailleurs la lecture totalement impossible. On parle alors d’alexie pure. Il est cependant à noter que l’aire de la forme visuelle des mots n’est pas la seule à s’activer préférentiellement lors de la présentation de mots : certaines régions du cortex visuel primaire (V1, V2, V3 et V4) s’activent davantage lors de la présentation de mots que lors de la présentation d’objets dessinés avec une graphie comparable aux mots.

## Modèles théorique du traitement de la lecture
La lecture d’un mot exige plusieurs étapes de traitement : l’extraction visuelle des traits des lettres composant le mot ainsi que le codage orthographique, phonologique, morphologique et sémantique. Plusieurs modèles d’organisation du système de lecture ont été proposés pour déterminer la façon et l’ordre dans lesquels ces différentes informations sont traitées.
Une conception théorique qui a longtemps été soutenue mais qui ne l’est plus aujourd’hui est le modèle « sériel » qui considère que toutes les étapes de traitement s’enchaînent les unes aux autres, de sorte que chaque niveau de représentation linguistique est entièrement dérivé du niveau inférieur. Selon ce modèle, le processus de lecture débuterait par l’extraction des traits (lignes) des lettres composant le mot, serait suivi par le codage orthographique, lequel serait à son tour suivi par le codage phonologique et morphologique pour se terminer avec le codage sémantique, l’objectif ultime étant la compréhension du texte. De nos jours, ce modèle est toutefois rejeté à la suite de l'observation de données temporelles que l’on possède maintenant sur la lecture. Un tel processus serait en effet beaucoup plus long que le temps réel pris pour reconnaître un mot.
Un autre modèle de traitement de la lecture est le modèle « interactif », qui suggère que les étapes de traitement de l’information sont en interaction les unes avec les autres au cours du processus de lecture, ce qui élimine la notion de niveau de traitement.
Un modèle « en cascade » a également été formulé. Dans ce modèle, la hiérarchie et l’autonomie des étapes de traitement nécessaire à la lecture sont préservées, c’est-à-dire qu’elles ne se présentent pas en interaction. Les différentes étapes sont plutôt exécutées en parallèle, de sorte qu’un module X peut poursuivre le traitement d’un type donné d’information tout en transférant à un module suivant (Y) l’information déjà analysée pour qu’il puisse s’en servir pour exécuter ses propres analyses. Ce modèle suppose que les premières lettres d’un long mot (par exemple <coccinelle>) sont utilisées inconsciemment par le lecteur pour émettre des hypothèses sur l’identité du mot, le tout en attendant de disposer du reste de l’information visuelle pour pouvoir confirmer de quel mot il s’agit.
Le modèle de traitement de la lecture le plus accepté de nos jours demeure toutefois une fusion des deux modèles précédents, soit le modèle « interactif en cascades ». Dans ce modèle, le traitement de l’information de haut niveau (c’est-à-dire de l’information morphologique et sémantique) débute presque en même temps que le traitement de l’information de bas niveau (visuel, orthographique et phonologique), les niveaux supérieurs donnent une rétroaction aux niveaux inférieurs et il existerait des connexions bidirectionnelles entre certains niveaux.
De nos jours, il existe des outils d'aide à la lecture assez astucieux. Bien sûr on retrouve les lampes, les lunettes mais également la bague de lecture, qui est un anneau à enfiler autour du pouce afin de garder les pages du livres parfaitement ouvertes. La bague de lecture permet au lecteur de facilement tenir le livre d'une main, tout en lui évitant de corner les pages. Il peut ainsi rester concentré sur sa lecture tout en économisant son poignet pour tenir le livre. 

## Reconnaissance des mots

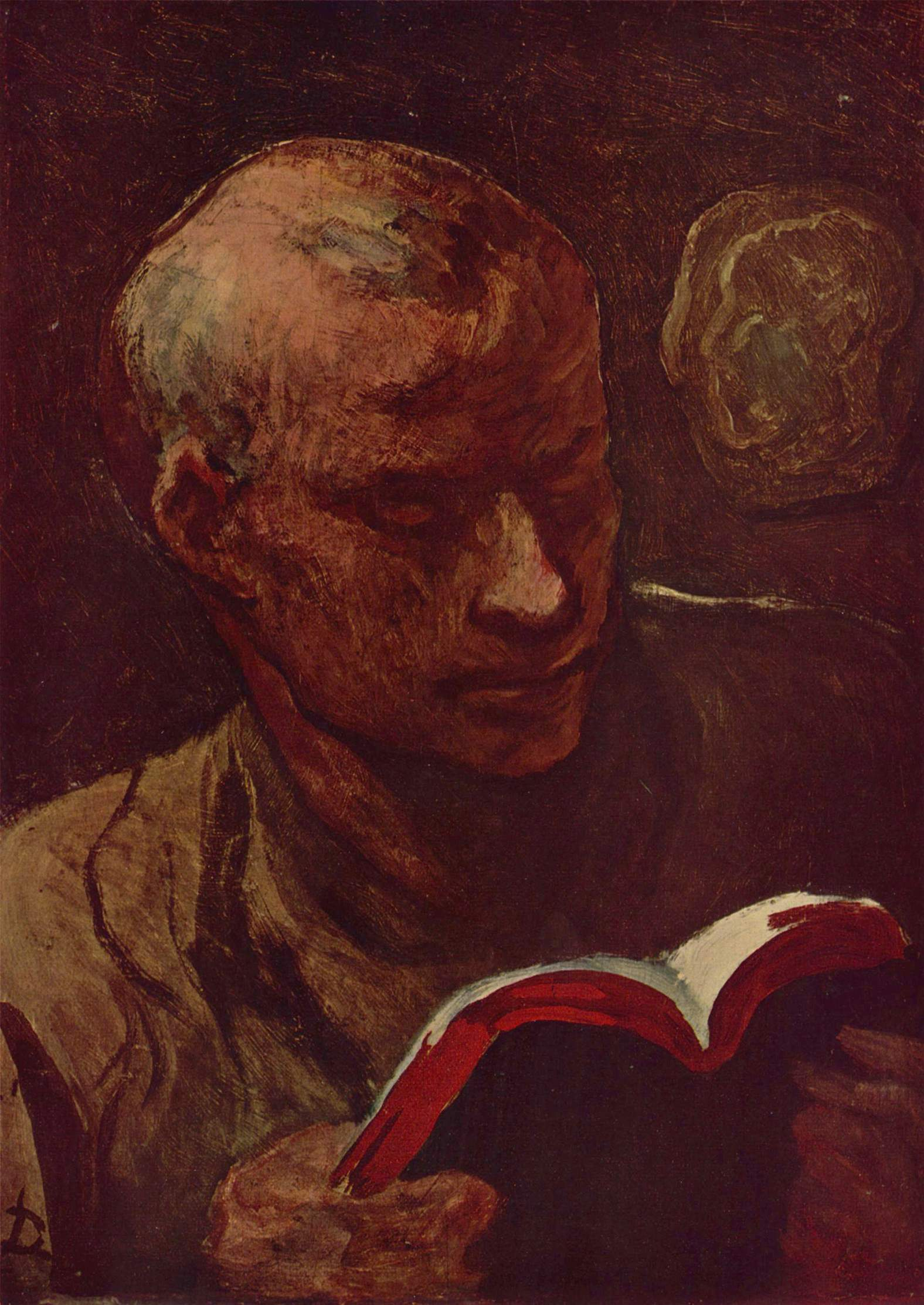
Le Lecteur de Daumier, XIXe siècle.

### Mot seul versus dans une phrase
Un effet de supériorité du mot a été trouvé par Reicher (1969). Selon cet effet, les personnes reconnaîtraient plus facilement une lettre lorsque celle-ci est présentée à l’intérieur d'un mot que lorsqu'elle est présentée seule ou dans un non-mot. Dans la même veine, un mot serait plus facilement reconnu lorsqu'il est présenté dans une phrase que lorsqu'il est présenté seul et ce, tant à l'oral qu'à l'écrit.

### Mot en contexte
Le contexte aide à la reconnaissance du mot dans la phrase. Par exemple, dans le cas d’un texte écrit à la main, le contexte aide beaucoup à reconnaître un mot lorsque l’écriture est difficile à déchiffrer. Le type de contexte influence également la vitesse de reconnaissance. Dans un cas où le contexte est assez général et laisse place à plusieurs interprétations, c’est-à-dire dans le cas d’une phrase dite à faible contrainte, la reconnaissance du mot serait facilitée par le fait que plusieurs mots différents pourraient la compléter. Une phrase comme « Tous les jours, je… » serait ainsi considérée comme étant de faible contrainte, car plusieurs mots (mange, dors, lis, etc.) peuvent la compléter. À l’inverse, dans le cas d’une phrase à forte contrainte ; c’est-à-dire d’une phrase où le contexte induit une attente bien précise quant au mot qui la complétera, si le mot écrit s’éloigne du mot attendu, la reconnaissance se fera plus lentement. Ainsi une phrase comme « La cuisinière jette les restants de nourriture dans la... » serait considérée comme étant de forte contrainte, car les possibilités pour compléter la phrase (poubelle, *maison, *toilette) sont plus restreintes, ce qui fait que le lecteur aura des attentes beaucoup plus précises quant au mot qui devrait compléter la phrase.

### Ambiguïté
En lecture, le contexte aide généralement à interpréter le sens de ce qu’on lit et plus particulièrement face à une ambiguïté. Dans les faits, il existe deux grands types d’ambiguïtés : les ambiguïtés lexicales et les ambiguïtés structurales. L'ambiguïté lexicale est liée au sens d'un mot polysémique ou homonymique tandis que l'ambiguïté structurale est associée à l'attachement d'un groupe de mot (aussi appelé syntagme) dans une phrase.
Une phrase comme « Pierre sent la rose » contient une ambiguïté lexicale polysémique car, dans ce contexte, le mot « sent » admet deux sens, si bien que la phrase pourrait soit vouloir dire que Pierre hume une rose ou qu’il dégage lui-même l’odeur d’une rose. Une phrase comme « Cet ours a mangé un avocat » contient, quant à elle, un exemple d’ambiguïté lexicale homonymique, la forme « avocat » correspondant à deux mots distincts, l’un désignant un fruit et l’autre désignant un métier. Une phrase comme « Sylvain a vu un homme avec un télescope », quant à elle, contient une ambiguïté structurale, c’est-à-dire qu’il est possible de lui attribuer deux structures syntaxiques distinctes. Lorsque le mot « télescope » est rattaché à « Sylvain », la phrase nous suggère que c’est au moyen d’un télescope que Sylvain a vu un homme tandis que lorsque « télescope » est plutôt rattaché à « homme», la phrase signifie alors que Sylvain a vu un homme qui avait un télescope.
Une étude menée par MacKay a évalué le temps de réponse nécessaire pour compléter des phrases ambiguës selon le type d'ambiguïté. Les résultats suggèrent que même si les sujets ne sont pas conscients de la présence d'une ambiguïté dans une phrase, ils prennent plus de temps pour y répondre et leur temps de réponse varie selon le type d'ambiguïté. Les ambiguïtés lexicales seraient traitées plus rapidement que les ambiguïtés structurales.

### Caractère automatique de la lecture
La lecture est automatique et irrépressible, de sorte que, même si on demande explicitement à un lecteur d’ignorer un mot, celui-ci ne peut pas s’empêcher de récupérer son sens en mémoire. Une illustration claire de ce phénomène est fournie par « l’effet Stroop » qui peut être observé dans une tâche portant le même nom. Dans cette tâche qui possède plusieurs variantes, le lecteur doit le plus souvent identifier à voix haute la couleur de l’encre avec laquelle est écrit le nom d’une autre couleur tout en ignorant le sens du mot comme tel. Par exemple, si le mot « rouge » est écrit en vert, le lecteur doit dire « vert ». Cette tâche est ardue car le lecteur ne peut s’empêcher de lire le mot et de récupérer le sens qui lui est rattaché. Cette lecture involontaire active effectivement un code de couleur en mémoire qui interfère avec la réponse à donner et engendre un délai supplémentaire dans l’émission de la réponse. Ce délai d’environ 100 millisecondes s’observe spécifiquement en condition « incongruente » (par exemple, lorsque le mot « rouge » est écrit en vert), mais non en condition « congruente » (par exemple, lorsque le mot « rouge » est écrit en rouge) ou « neutre » (par exemple, lorsque le mot « tasse » est écrit en rouge). Il est à noter qu’un léger effet de facilitation (entre 20 et 50 millisecondes plus rapide) est obtenu dans la condition congruente par rapport à la condition neutre, mais cet effet demeure beaucoup plus petit que l’effet d’interférence (effet Stroop). Depuis l’article de Stroop en 1935, de nombreuses études ont répliqué l’effet Stroop dans des conditions de présentation variées.

### Effets lexicaux influençant la reconnaissance des mots
Pour reconnaître un mot, on utilise plusieurs types d’informations qui le caractérisent notamment sa fréquence, le fait qu’il soit proche orthographiquement ou sémantiquement d’un autre mot, etc. Dépendamment de ses caractéristiques et du contexte dans lequel il est présenté, un mot peut donc être plus ou moins facile à identifier.
La proximité sémantique d’un mot avec un autre est une première caractéristique qui affecte la performance en lecture par l’entremise de l’effet d’amorçage. Cet effet se manifeste par un temps de décision plus rapide face à un mot précédé d’un autre mot qui lui est associé sémantiquement. Par exemple, dans une tâche de décision lexicale, il faut moins de temps pour décider que « docteur » est un mot véritable lorsqu’il est précédé d’un mot sémantiquement lié comme « infirmière » que lorsqu’il est précédé d’un mot non-sémantiquement lié comme « beurre », d’un non-mot ou encore d’aucun mot. En situation d’amorçage, le premier mot présenté (ici « infirmière ») s’appelle une amorce et le deuxième mot (ici « docteur »), une cible. Dans un cas comme celui-ci, on dit que l’amorce a un effet facilitateur sur la cible parce qu’il accélère son traitement, mais l’amorce peut toutefois avoir l’effet inverse dans d’autres contextes. Il existe au moins trois types d’amorçage : l’amorçage sémantique, l’amorçage associatif et l’amorçage de répétition. L’amorçage sémantique s’observe dans un cas comme « docteur » et « infirmière »; un cas où deux mots sont liés par leur signification. L’amorçage associatif, lui, unit deux mots qui n’ont pas nécessairement de signification en commun, mais qui sont fréquemment employés ensemble comme les mots « attente » et « docteur ». L’amorçage de répétition, lui, s’observe finalement dans un contexte où la présentation d’un mot facilite son traitement. Par exemple, la présentation du mot « docteur » une première fois dans une phrase ou un texte fera en sorte qu’il sera plus rapidement reconnu lorsqu’il sera présenté une deuxième fois.
Les effets de voisinage orthographique, lesquels réfèrent à la proximité orthographique d’un mot avec un autre, affectent également la performance en lecture. La notion de voisinage orthographique correspond à l’ensemble des mots de même longueur qui partagent la même orthographe à une lettre près. Par exemple, le mot PAGE a de nombreux voisins orthographiques comme MAGE, NAGE, RAGE, SAGE, CAGE, PIGE, PAIE, PALE, PAPE, tandis que le mot OGRE n’a qu’un seul voisin orthographique (OCRE) et que le mot DRAP n’en possède aucun. Deux effets liés à cette notion ont pu être distingués au cours des études : un effet d’inhibition de la fréquence du voisinage et un effet de facilitation de la taille du voisinage. L’effet d’inhibition de la fréquence du voisinage se traduit par un temps de reconnaissance plus long lorsque le mot cible possède des voisins orthographiques plus fréquents que lui dans la langue. Par exemple, parce qu’il a le mot FOIE comme voisin orthographique plus fréquent que lui, le mot FOIN est reconnu plus lentement. L’effet de facilitation de la taille du voisinage, lui, se manifesterait par une diminution du temps de reconnaissance d’un mot, plus il possède de voisins orthographiques. Cela suggère que les mots possédant de nombreux voisins orthographiques comme PAGE seraient reconnus plus rapidement que les mots qui n’en possèdent peu ou pas comme OGRE ou DRAP.
La fréquence d’un mot affecte elle aussi la performance en lecture par l’intermédiaire de l’effet de fréquence. L’effet de fréquence se manifeste par une reconnaissance plus rapide et plus souvent correcte des mots fréquents comparativement aux mots peu fréquents dans les tâches de : décision lexicale, d’identification perceptive, de prononciation, d’enregistrement des mouvements des yeux et de catégorisation sémantique. La fréquence d’occurrence d’un mot est formellement définie comme le nombre de fois qu’un lecteur a rencontré un mot particulier au cours de sa vie. Pour le français, cette estimation est faite à partir d’un corpus de millions de textes nommé LEXIQUE. Bien que la plupart des modèles actuels de la lecture reposent sur l’explication de l’effet fréquence, ce dernier a toutefois fait l’objet de critiques, certains suggérant qu’il s’agirait simplement d’un biais lié à la tâche,, d’autres soutenant la présence de liens confondants avec des facteurs comme l’âge d’acquisition ou la diversité contextuelle, et d’autres encore argumentant que cette mesure ne prend pas en compte la fréquence d’occurrence parlée.
L’effet de familiarité influencerait également notre capacité à reconnaître les mots. Cet effet se manifeste par un temps de reconnaissance plus court pour les mots qui nous sont familiers comparativement aux mots qui nous le sont moins. Parce qu’elle varie énormément d’une personne à l’autre, surtout en ce qui concerne les mots de basse fréquence, la familiarité d’un mot est calculée en demandant aux sujets d’attribuer une note de 1 à 7 à ce mot en fonction du nombre de fois qu’ils estiment l’avoir lu, entendu, produit ou écrit dans leur vie.
L’âge d’acquisition d’un mot affecterait également notre capacité à reconnaître ce mot, un phénomène appelé effet de l’âge d’acquisition. Cet effet se manifeste par une lecture significativement plus rapide des mots acquis tôt dans le développement linguistique que des mots acquis plus tard. Pour estimer l’âge d’acquisition d’un mot, les méthodes les plus couramment utilisées sont de demander à des adultes d’estimer l’âge auquel ils ont acquis ce mot ou encore de le vérifier directement auprès d’enfants en leur faisant passer des tâches de dénomination d’objets.

## Compréhension de texte
La compréhension ainsi que le rappel d'un texte dépendent de trois facteurs : le lecteur, l'organisation du texte et le type de texte lu.

### Lecteur

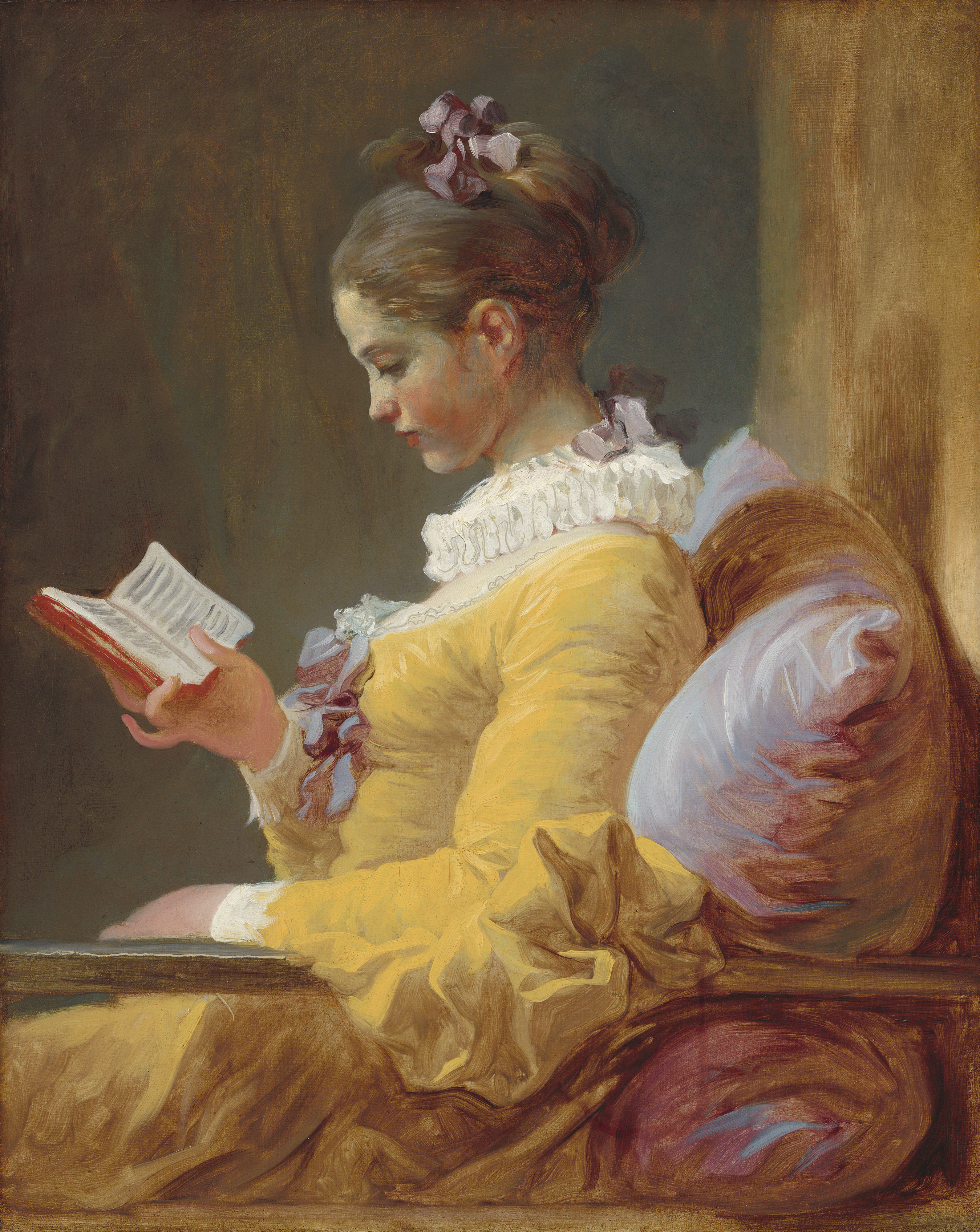
La Liseuse, de Fragonard, 1772.

Les connaissances antérieures du lecteur, c'est-à-dire son niveau de familiarité avec le sujet, auront un impact significatif dans sa compréhension d'un texte. Ainsi, en présence de matériel abstrait, le lecteur à qui le contexte de sa lecture a préalablement été fourni, est capable de faire des liens entre ses connaissances et ce qu’il lit, ce qui améliore à la fois sa compréhension et sa rétention du texte. Même si elles peuvent lui venir en aide, les connaissances antérieures du lecteur peuvent toutefois parfois lui nuire, notamment lorsque vient le temps de se rappeler la provenance de certaines informations. Les nouvelles informations acquises sur un sujet seraient effectivement greffées aux connaissances antérieures du lecteur, ce qui rendrait difficile la tâche de distinguer les provenances des différentes sources à plus ou moins long terme.
On retrouve trois tendances chez chaque lecteur :
- Le lectant qui est la part du lecteur qui garde toujours à l'esprit que le texte est avant tout une construction. Ce qui intéresse le lectant, ce sont les mécanismes du texte. Il s'agit donc de la dimension intellectuelle de l'expérience de lecture.
- Le lisant est celui qui accepte le pacte de lecture et croit à ce qu'on lui raconte en oubliant la nature linguistique du texte. Il s'agit de la dimension affective de la lecture.
- Le lu. Il croit à un degré plus fort à l'illusion romanesque, il se trouve dans l'identification totale. Il s'agit de la dimension pulsionnelle de la lecture.

### Organisation du texte
Pour être bien organisé, un texte doit posséder une cohérence globale ainsi qu’une cohérence locale. Alors que la cohérence globale réfère à l'intégration des idées majeures dans le texte, notamment grâce à l’emploi des marqueurs de relations, la cohérence locale, elle, réfère à l'intégration des idées plus subtiles du texte en lien avec le contexte immédiat. En d’autres mots, un texte bien organisé aura non seulement une bonne structure du texte et des relations causales présentes dans la cohérence globale, mais également une bonne intégration des détails que l'on retrouve dans la cohérence locale.
Par rapport à la cohérence globale, la structure du texte a un impact sur la facilité du lecteur à le comprendre. Ainsi, dans une étude faite par Thorndyke, il a été démontré que le rappel d'une histoire est meilleur lorsque le thème est présenté au début, plutôt qu'à la fin. Par ailleurs, le fait de pouvoir établir des relations causales a un impact sur la vitesse de récupération des informations par le lecteur. Plus le lecteur peut tisser des liens entre les éléments, meilleure est l’intégration des informations et donc plus la vitesse de récupération sera élevée et le rappel fluide. Du côté de la cohérence locale, une étude a démontré que les idées qui ont été présentées précédemment dans le texte seront plus facilement intégrées que celles qui sont nouvelles. De même, une information du texte qui est toujours présente en mémoire à court terme sera plus facilement rappelée et intégrée qu'une information en mémoire à long terme. Pour finir, si le texte implique que le lecteur fasse des inférences, sa compréhension sera ralentie. Autrement dit, le besoin de procéder à une inférence aura pour effet d'augmenter la difficulté de compréhension du texte en augmentant du même coup le temps nécessaire à la compréhension.

### Type de texte
Instinctivement, plusieurs personnes supposent l’existence d’un lien entre le type de texte présenté au lecteur et sa facilité à le comprendre. Par exemple, plusieurs présument qu’une personne avec des compétences normales en lecture jugera qu’une histoire pour enfant est plus simple à lire et à comprendre qu’un article scientifique. Or, très peu d’études ont véritablement cherché à comparer l’impact des différents types de textes sur la compréhension du lecteur, ce qui fait qu’il est difficile de pouvoir confirmer le bien- fondé de cette supposition. Une étude rigoureuse menée par Haberlandt et Graesser est toutefois arrivée à la conclusion que les textes descriptifs sont généralement plus difficiles à interpréter que les textes narratifs car ils recrutent davantage de ressources cognitives.

## Méthodologie de la recherche
Diverses questions intéressent les chercheurs qui étudient dans le domaine de la lecture. Ceux-ci cherchent notamment à déterminer quelles sont les différentes étapes impliquées dans l’apprentissage de la lecture, s’il existe une aire cérébrale dédiée à la reconnaissance des mots, comment est organisé le système de traitement de la lecture, comment se déroulent et par quels facteurs sont influencées la reconnaissance des mots et la compréhension de texte, quelles sont les causes des troubles de la lecture. Comme les mécanismes mentaux impliqués dans la lecture ne sont pas observables directement, des méthodes comportementales et cérébrales ont été développées pour mesurer les performances du lecteur et ainsi répondre aux nombreuses questions qui se posent concernant le processus de lecture.

### Chronométrie mentale
La méthode de recherche en lecture la plus utilisée est la chronométrie mentale. Cette technique consiste à mesurer les processus mentaux impliqués dans la lecture au moyen des temps de réaction et des taux d’erreurs durant une tâche de lecture. Cinq techniques chronométriques différentes sont employées pour étudier la lecture :

#### Mouvements oculaires
« La lecture commence dans la rétine, dont la structure impose des contraintes sévères à la reconnaissance visuelle des mots. Seule sa partie centrale, la fovéa, dispose d’une résolution suffisante pour l’identification visuelle des petites lettres. C’est pourquoi notre regard se déplace sans cesse au cours de la lecture. » Les études montrent que la fovéa peut saisir « 3-4 lettres à gauche et 7-8 lettres à droite » du point de fixation du regard.
Ces données ont été confirmés depuis longtemps par l'étude des mouvements oculaires, qui permet de suivre activement et en temps réel la performance en lecture. Les mouvements oculaires sont caractérisés par des pauses ou fixations et des saccades, car l'œil ne se déplace de façon linéaire et continue, mais va d’un lieu de fixation à un autre. Les études d'oculométrie observent des sujets en situation de lecture et cherchent à mesurer les types de saccades produites par le lecteur ainsi que la durée des fixations. Environ 15 % des saccades sont de type régressif. La durée de fixation est influencée par le statut grammatical des mots : les déterminants et les prépositions, qui sont des mots courts fréquemment employés dans la langue, sont fixés peu longtemps, vu le contenu informationnel plus limité qu’ils véhiculent. À l’inverse, les verbes et les noms — des mots qui contiennent des informations essentielles pour comprendre le sens d’une phrase — sont fixés plus longtemps, les premiers l’étant encore davantage que les seconds. Il en va de même des mots polysémiques ou dont la présence est imprévisible dans le contexte ainsi que des anaphores (ensemble de vers ou de phrases qui commencent par le même mot ou par le même syntagme). Par exemple, la lecture d'un passage comme « Rome, l'unique objet de mon ressentiment ! Rome, à qui vient ton bras d'immoler mon amant ! Rome qui t'a vu naître, et que ton cœur adore ! Rome enfin que je hais parce qu'elle t'honore ! » entraîne des durées de fixation plus longues, car nécessitant une prise de décision lexicale.

#### Tâche de décision lexicale
Dans une tâche de décision lexicale, le lecteur doit décider le plus rapidement possible et en faisant le moins d’erreurs, si la suite de lettres qui lui est présentée est un mot de sa langue ou non; les temps de réponses et les pourcentages d’erreurs sont calculés. Cette technique très utilisée présente l’avantage de permettre à l’expérimentateur de manipuler les caractéristiques physiques et linguistiques du stimulus (sa longueur, sa fréquence, sa complexité morphologique ou sémantique, etc.) et de mesurer l’impact de ces manipulations sur la performance en lecture.

#### Tâche de lecture à voix haute
Dans une tâche de lecture à voix haute demandant une prononciation immédiate, un lecteur est appelé à prononcer le plus rapidement possible et en faisant le moins d’erreurs, un mot présenté sur un écran d’ordinateur. Durant cette tâche, les latences de prononciation (temps écoulé entre la présentation du mot et le début de la réponse verbale) et les pourcentages d’erreurs sont calculés. Cette technique de chronométrie mentale est la seule à faire appel à la fois à des processus perceptifs (lecture) et à des processus de production (prononciation). Pour distinguer la contribution des deux processus, une tâche de prononciation différée est souvent effectuée en complémentarité avec la tâche de prononciation immédiate. Dans la tâche de prononciation différée, le lecteur doit retenir le mot qui lui est présenté jusqu’à ce qu’un signal visuel apparaisse (de 500 millisecondes à 1,5 seconde après la présentation du stimulus), lui indiquant le moment où il doit donner sa réponse verbale. Les résultats obtenus dans la tâche de prononciation différée sont ensuite comparés avec les résultats obtenus dans la tâche de prononciation immédiate et certaines conclusions peuvent être tirées : si une différence entre deux types de mots (par exemple entre les mots de haute et de basse fréquence) est observée uniquement dans la tâche de prononciation immédiate, mais pas dans la tâche de prononciation différée, celle-ci sera attribuée aux processus de perception et d’identification; à l’inverse, si la différence est présente dans les deux tâches, elle sera attribuée aux processus de prononciation et d’articulation.

#### Tâche d'identification perceptive
La tâche d’identification perceptive consiste à présenter très brièvement au lecteur un mot dégradé visuellement et à lui demander de l’identifier. Les variables mesurées dans cette tâche sont le pourcentage d’identifications correctes ainsi que le temps d’identification. Les études employant cette tâche aident à mieux comprendre le processus de codage et d’identification visuelle des mots.

#### Tâche de catégorisation sémantique
Dans une tâche de catégorisation sémantique, le lecteur doit déterminer si un mot appartient ou non à une catégorie sémantique prédéterminée. La tâche se déroule de sorte que le nom d’une catégorie sémantique comme « FLEUR » est présentée au sujet suivie d’un mot tel que « rose »; le sujet doit alors déterminer le plus rapidement possible et en faisant le moins d’erreurs, si le second mot appartient ou non à la catégorie sémantique présentée précédemment. Comme cette tâche met l’accent sur l’information sémantique, elle est fréquemment utilisée pour étudier l'encodage en mémoire des informations lues. Il est toutefois à noter que cette tâche comporte plusieurs désavantages comme celui de confondre les processus de perception et d’identification avec les processus de jugement sémantique, de créer des effets d’amorçage qui ne sont pas pris en compte dans les données et de mesurer autre chose que le simple accès à la signification du mot. Cette technique doit donc être employée en toute connaissance de cause et en prenant les précautions nécessaires pour minimiser les inconvénients qui y sont liés (voir Forster et Shen pour plus de détails),.

### Neuropsychologie cognitive (ou étude des lésions cérébrales)
La technique de la neuropsychologie cognitive appliquée à la lecture consiste à tenter de lier les problèmes de lecture observés chez les patients cérébrolésés à leurs atteintes anatomiques. Un concept souvent utilisé pour y parvenir est le concept de la double dissociation. De façon générale, ce concept employé dans plusieurs domaines d’études dit que si une manipulation expérimentale A affecte une variable X, mais non une variable Y et qu’une manipulation expérimentale B affecte la variable Y, mais non la variable X, il est possible de conclure que les variable X et Y sont indépendantes l’une de l’autre. Dans l’étude des lésions cérébrales, la double dissociation prend le plus souvent la forme d’une démonstration que la lésion d’une structure A du cerveau est associée au déficit d’une fonction X (ex. la lecture des non-mots), mais non au déficit d’une fonction Y (ex. la lecture des mots irréguliers), tandis que la lésion d’une structure B du cerveau est associée à un déficit de la fonction Y, mais non de la fonction X, ce qui nous permet de conclure à la fois que la fonction X et Y sont distinctes et qu’elles sont localisées dans des portions différentes du cerveau. Cette technique est très utilisée pour identifier les régions cérébrales impliquées dans le processus de lecture et pour tester et raffiner les modèles théoriques de la lecture, la neuropsychologie cognitive ayant notamment servi à appuyer l’existence du modèle de la lecture à deux voies de Coltheart.

### Imagerie cérébrale
L'utilisation de l'imagerie par résonance magnétique fonctionnelle (IRMf) a permis de déterminer le rôle des aires cérébrales impliquées dans le découpage phonologique et dans le stockage de l'information sonore en mémoire, ce qui a mené à l’établissement de liens entre les structures anatomiques et la performance en lecture. L'imagerie cérébrale a notamment permis de découvrir qu'un problème de connexion entre les régions cérébrales affecte la capacité à discriminer les sons, ce qui se traduit par une modification anatomique plus ou moins visible, mais largement suffisante pour engendrer des difficultés lors de l'apprentissage de la lecture.

### Approche computationnelle (simulations)
L’approche computationnelle permet de tester les modèles théoriques de la lecture en simulant des résultats expérimentaux sur ordinateur. Cette approche comporte de nombreux avantages : elle force le chercheur à expliciter ses hypothèses, elle permet de tester la cohérence interne d’un modèle théorique, elle peut prédire des effets cachés ou trop complexes pour être détectés par l’humain et elle permet finalement de tester rigoureusement plusieurs modèles en compétition. Il faut toutefois noter que l’approche computationnelle ne devrait jamais remplacer une collecte de données empirique sur des êtres humains, mais devrait plutôt la complémenter.

### Méthodes utilisées à la suite de la lecture d'un texte
L’objectif principal de ces méthodes est de tester le contenu des représentations mentales construites par le lecteur durant sa lecture.

#### Reconnaissance
Dans cette méthode, le lecteur est appelé à identifier parmi les mots ou les phrases qu’on lui présente, ceux qu’il a préalablement lus lors de la phase préparatoire de l’exercice. On calcule ensuite le pourcentage de bonnes réponses.

#### Rappel
Dans la méthode de rappel, le lecteur doit écrire ou mentionner ce dont il se souvient par rapport à tel ou tel autre aspect d’une histoire qu’on lui a préalablement demandé de lire. Une difficulté rencontrée avec cette méthode est de déterminer des critères de correction à la fois rigoureux et inclusifs, étant donné la diversité de réponses possibles.

#### Tâche de complétion
Cette méthode consiste à demander au lecteur de compléter une phrase par le mot le plus approprié, que ce soit un mot de son cru ou un mot parmi une liste de suggestions.

#### Résumé
Dans cette méthode, le lecteur doit résumer dans ses propres mots un texte qu’il a lu. Cette technique a aujourd’hui été abandonnée vu les énormes difficultés de correction liées à la variabilité des réponses données par les lecteurs.

#### Questionnaire
Cette méthode consiste à poser au lecteur différentes questions sur un texte qu’il vient de lire. Le plus souvent, le temps de latence, c'est-à-dire le temps nécessaire pour répondre à la question, est mesuré, ce qui permet de déterminer le degré de maîtrise du texte par le lecteur. On observe également que lorsque les questions sont posées pendant la lecture du texte, le lecteur comprend mieux le texte et s’en souvient mieux par la suite. Devoir répondre à des questions durant sa lecture permettrait également au lecteur d’orienter le traitement du texte qu’il est train de lire. Cette méthode est l’une des plus simples à utiliser et elle a l’avantage de pouvoir porter sur différents aspects du texte.

#### Tâche de localisation spatiale et de jugement spatial
Cette tâche vise à tester les représentations spatiales que le lecteur a élaborées au cours de sa lecture. Durant cette tâche, le lecteur doit soit situer sur un plan les objets et le personnage principal de l’histoire, soit décrire les déplacements effectués par le personnage durant l’histoire ou encore dessiner les lieux et/ou les déplacements décrits dans le texte. Le temps de latence est mesuré pour chaque réponse et le degré de précision des réponses est évalué.

#### Productions non-verbales
Cette méthode consiste à demander au lecteur de réaliser les actions motrices décrites dans un texte. Par exemple, le lecteur pourrait devoir suivre le mode d'emploi pour réparer quelque chose. La rapidité de réalisation de la tâche, le respect de l'ordre des différentes étapes, le genre de manipulations effectuées et le nombre d'erreurs sont les variables qui sont considérées dans cette méthode.